# HFB 320 Hansa Jet
L'HFB 320 Hansa Jet è un aerotaxi bimotore da 10 posti a sedere costruito dall'industria tedesca Hamburger Flugzeugbau tra il 1964 ed il 1973.
La sua caratteristica più peculiare è l'adozione di una configurazione alare a freccia negativa, con semiali inclinate in avanti di circa 15°. Questa particolare soluzione fu adottata per evitare che l'ala rientrando dovesse inserirsi nello spazio dedicato ai passeggeri, mentre inclinata di 15° in negativo, essa penetra nella fusoliera dietro ai posti a sedere. Ad oggi, rimane l'unico aereo civile esistente ad utilizzare questa configurazione alare.

## Storia del progetto
Il primo prototipo effettuò il suo primo volo il 21 aprile 1964, seguito dal suo secondo esemplare il 19 ottobre dello stesso anno. Esso venne però distrutto nel corso di un incidente il 12 maggio 1965 dovuto ad alcuni errori di progettazione nell'impennaggio a T del velivolo, che portò l'aeromobile in stallo. Il pilota a comando del test perì nello schianto, mentre gli altri due membri dell'equipaggio riuscirono a salvarsi lanciandosi con il paracadute.
In seguito al disastro, diverse modifiche furono apportate ad esso al fine di diminuire la possibilità che ciò potesse ripetersi, tra cui l'aggiunta di alcune alette ventrali. La produzione dei primi 10 HFB 320 iniziò nel maggio 1965, il primo test si svolse il 2 febbraio 1966 e altri due lo seguirono poco tempo dopo. La certificazione di idoneità al volo tedesca fu convalidata il 23 febbraio 1967 e quella statunitense il 7 aprile 1967. Italcementi fu il primo cliente privato ad acquisirne un esemplare il 26 settembre 1967.

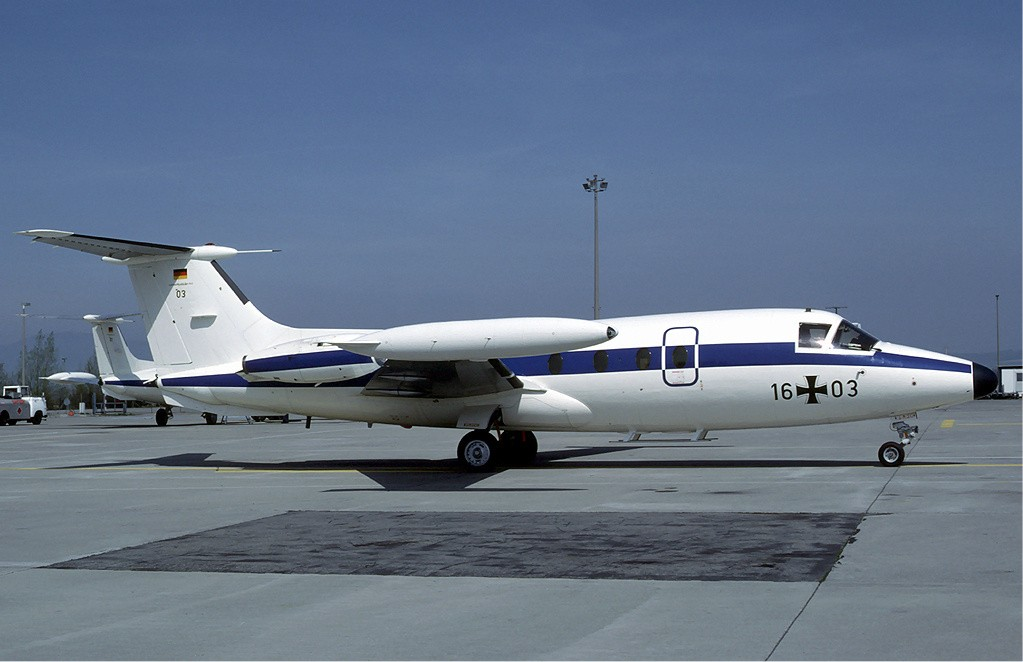
Un HFB 320 all'aeroporto di Basilea.

La Luftwaffe ordinò la produzione di 13 esemplari nel 1963, mentre la costruzione di esemplari per il trasporto privato ebbe inizio nel 1969. Nella sua carriera l'HFB 320 ha avuto 9 incidenti, di cui 6 fatali ai passeggeri. Ciò nonostante, solo quello del prototipo fu determinato da un errore di progettazione, mentre gli altri 8 furono in gran parte attribuiti ad un errore del pilota.
La produzione dell'Hansa Jet fu un fallimento. Vennero prodotti in totale solo 45 esemplari, di cui 16 furono acquistati dalla Bundeswehr ed in seguito modificati. Molti servirono al trasporto di personalità tedesche legate all'aviazione.
L'ultimo esemplare dell'HFB 320 fu ritirato dal servizio il 24 giugno 1994 ed è oggi esposto al museo aeronautico di Berlino-Gatow.

## Utilizzatori

Un esemplare dell'italiana Aliserio a Bologna nel 1985

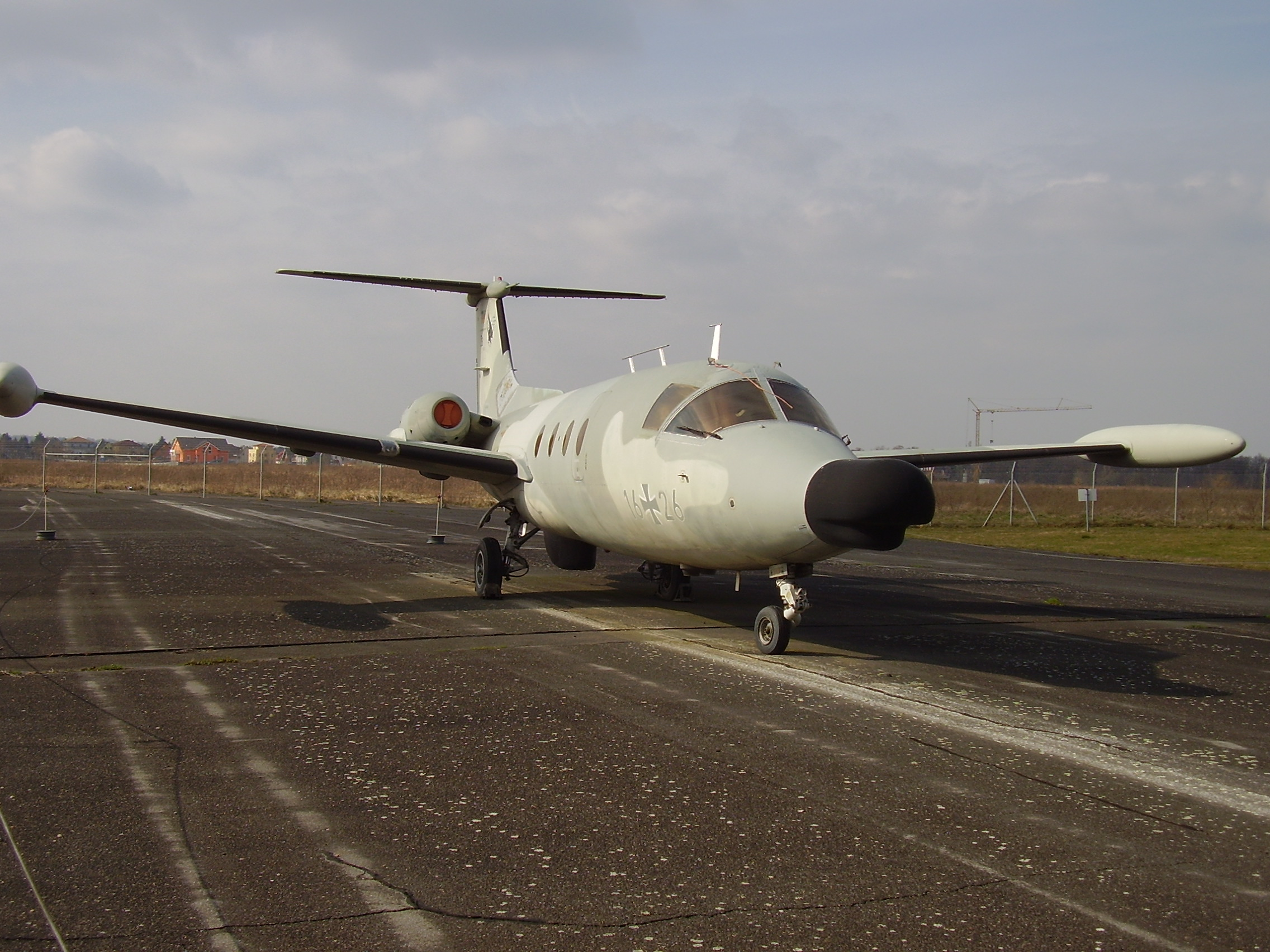
Un HFB 320 utilizzato dalla Luftwaffe. Si può notare il muso pesantemente modificato.

### Civili
Italia
- Aliserio

 Messico
- Governo della Bassa California

 Stati Uniti
- Golden West Airlines
- Grand Aire

 Turchia
- Genel Air
- Nesu Air

### Militari
Germania Ovest
- Luftwaffe

### Riviste
- (EN) Emiel Sloot, Hansa Jet Retirement, in Air International, Vol 47 No 4, ottobre 1994,  pp. 234-235, ISSN 0306-5634 (WC · ACNP).